# Максим Хонич
'Максим Хонич (? — ?) — війт Києва часів Великого князівства Литовського.

## Життєпис
Був литвином (білорусом) за походженням. Очолив війтівський уряд 1550 року. 15 червня 1551 року засвідчив акт купівлі боярином Федором Ходикою-Кобизевичем комори у київського міщанина Романа Гарволитина. У ревізії Київського замку 1552 року згадується як «Максимъ войтъ». 

## Родина
Численний рід Хоничів (Лазор, Максим, Андріан, Андрій, Марфа, Павло, Євгеній та ін.) зафіксовано у Пом'янику Михайлівського Золотоверхого монастиря.